# نيومان إي. دريك
نيومان إي. دريك (بالإنجليزية: Newman E. Drake)‏ هو شخصية أعمال أمريكي، ولد في 16 ديسمبر 1860، وتوفي في 17 مارس 1930.